# 殺しを呼ぶ瞳
『殺しを呼ぶ瞳』（ころしをよぶひとみ、英語: The Hypnotic Eye）は、1960年にアライド・アーティスツによって公開されたホラー映画である。主演はジャック・ベルジュラックである。

## キャスト
| 役名                 | 俳優                     | 日本語吹替                                                    |
| 役名                 | 俳優                     | 東京12ch版                                                    |
| -------------------- | ------------------------ | ------------------------------------------------------------- |
| デズモンド           | ジャック・ベルジュラック | 家弓家正                                                      |
| ドディ               | メリー・アンダース       | 小谷野美智子                                                  |
| マーシャ             | マーシャ・ヘンダーソン   | 北浜晴子                                                      |
| ジュスティーヌ       | アリソン・ヘイズ         | 此島愛子                                                      |
| ケネディ             | ジョー・パートリツジ     | 山内雅人                                                      |
| ヘクト               | ガイ・プレスコット       | 千葉順二                                                      |
| ドリス               | キャロル・サーストン     | 島木綿子                                                      |
| 以下はノンクレジット |                          |                                                               |
| マクニア夫人         | フィリス・コール         | 駒村クリ子                                                    |
| スティーブンス夫人   | ホリー・ハリス           | 此島愛子                                                      |
| 不明 その他          | N/A                      | 嶋俊介 加藤正之 徳丸完 麻上洋子                               |
| 日本語版スタッフ     |                          |                                                               |
| 演出                 | 演出                     | 藤山房伸                                                      |
| 翻訳                 | 翻訳                     | 岡喜一                                                        |
| 効果                 | 効果                     | 大野義信                                                      |
| 調整                 | 調整                     | 二宮毅                                                        |
| 制作                 | 制作                     | 日米通信社                                                    |
| 初回放送             | 初回放送                 | 1972年7月26日 『サントリー名画劇場』 21:00-22:30 正味73分42秒 |